# I & I Survived
I & I Survived è il settimo album in studio dei Bad Brains, pubblicato nel 2002 dalla Reggae Lounge. È inoltre il primo album studio della band a contenere brani di stile quasi esclusivamente dub.

## Tracce
1. Jah Love – 4:48
2. Overdub – 4:22
3. How Low Can a Punk Get? – 2:07
4. I & I Survive – 6:01
5. Cowboy – 4:36
6. Gene Machine – 3:47
7. Ghetto – 4:10
8. Rally – 4:41
9. September – 3:51
10. Ragga Dub – 4:18
11. Gene Machine – 3:48
12. I & I Survived – 6:04

## Formazione
- Dr. Know - chitarra
- Darryl Jenifer - basso
- Earl Hudson - batteria